# Terrorisme en 1989

## Événements

### Avril
- 13 avril, Sri Lanka : un attentat des Tigres Tamouls sur un marché de Trincomalee tue cinquante-et-une personnes et fait une cinquantaine de blessés[1],[2].

### Mai
- 16 mai, Liban : assassinat de Hassan Khaled, mufti de la communauté sunnite, dans un attentat à la voiture piégée qui fait entre 15 et 22 morts à Beyrouth[3].

### Juillet
- 6 juillet, Israël : un attentat-suicide dans un bus reliant Tel Aviv-Jaffa à Jérusalem fait seize morts et plusieurs blessés[4].
- 13 juillet, Autriche : assassinat à Vienne d'Abdul Rahman Ghassemlou, secrétaire général du Parti démocratique du Kurdistan d’Iran (PDKI)[5].

### Septembre
- 19 septembre, Niger : l'attentat contre le vol 772 d'UTA cause la mort de l'ensemble des passagers et personnels de bord de l'avion, faisant cent soixante-dix victimes[6].
- 22 septembre, Royaume-Uni : un attentat de l'IRA provisoire contre une caserne de la musique de la Royal Navy dans le Kent fait dix morts[réf. souhaitée].

### Novembre
- 27 novembre, Colombie : le cartel de Medellin tente d'assassiner César Gaviria, futur président de Colombie, en faisant exploser le vol 203 Avianca. Le bilan est de cent sept morts[7].

### Décembre
- 6 décembre, Colombie : un attentat contre le siège du Département Administratif de Sécurité à Bogota fait quarante-cinq morts et plus de quatre cents blessés[8].
- 21 décembre, Soudan : un avion de Médecins sans frontières est abattu au décollage par un missile. Les quatre personnes à bord de l'appareil sont tuées[9].